# Pozostałość po nowej

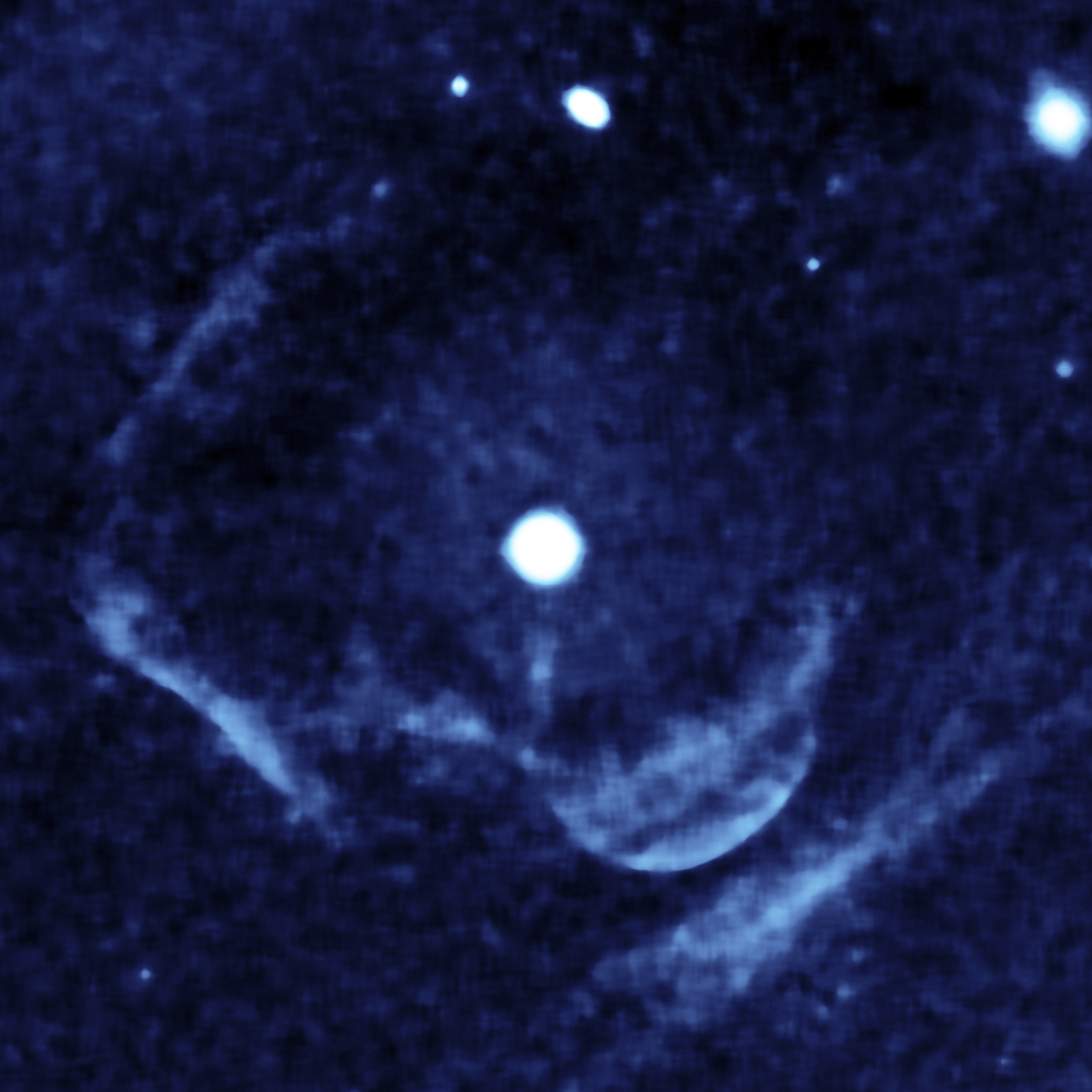
Pozostałość po nowej Z Camelopardalis, zdjęcie w dalekim ultrafiolecie (GALEX)

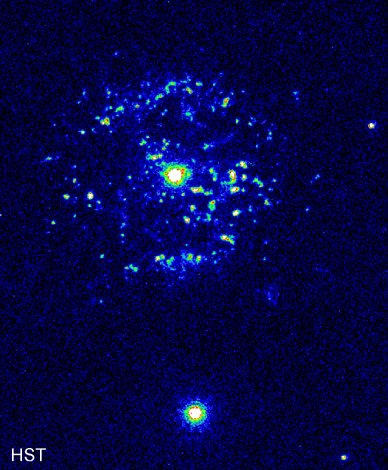
Pozostałość po nowej wokół nowej powrotnej T Pyxidis.

Pozostałość po nowej – obiekt astronomiczny, mgławica składająca się z materiału wyrzuconego w wyniku eksplozji gwiazdy nowej lub wielu bąbli gazu wyrzuconego w szeregu wybuchów nowej powrotnej. Jego prędkość ekspansji wynosi około 1000 km/s, a czas życia tych obiektów jest rzędu kilkuset lat.
Pozostałości po nowych są o wiele mniej masywne niż pozostałości po supernowych lub mgławice planetarne. Ze względu na krótki czas istnienia, w danym momencie widzialnych jest stosunkowo niewiele obiektów tego typu, a spośród tych widzialnych większość zdążyła się rozproszyć w czasie, gdy światło od nich dotarło do obserwatora na Ziemi.
Na podstawie badań opublikowanych w 1990 roku stwierdzono, że większość pozostałości po nowych ma wydłużony kształt, z wewnętrzną strukturą, którą można opisać jako składającą się z "plam polarnych" i "pierścieni równikowych". Mechanizm, który w ten sposób kształtuje pozostałości po nowych, nie jest jeszcze znany.